# Freetekno

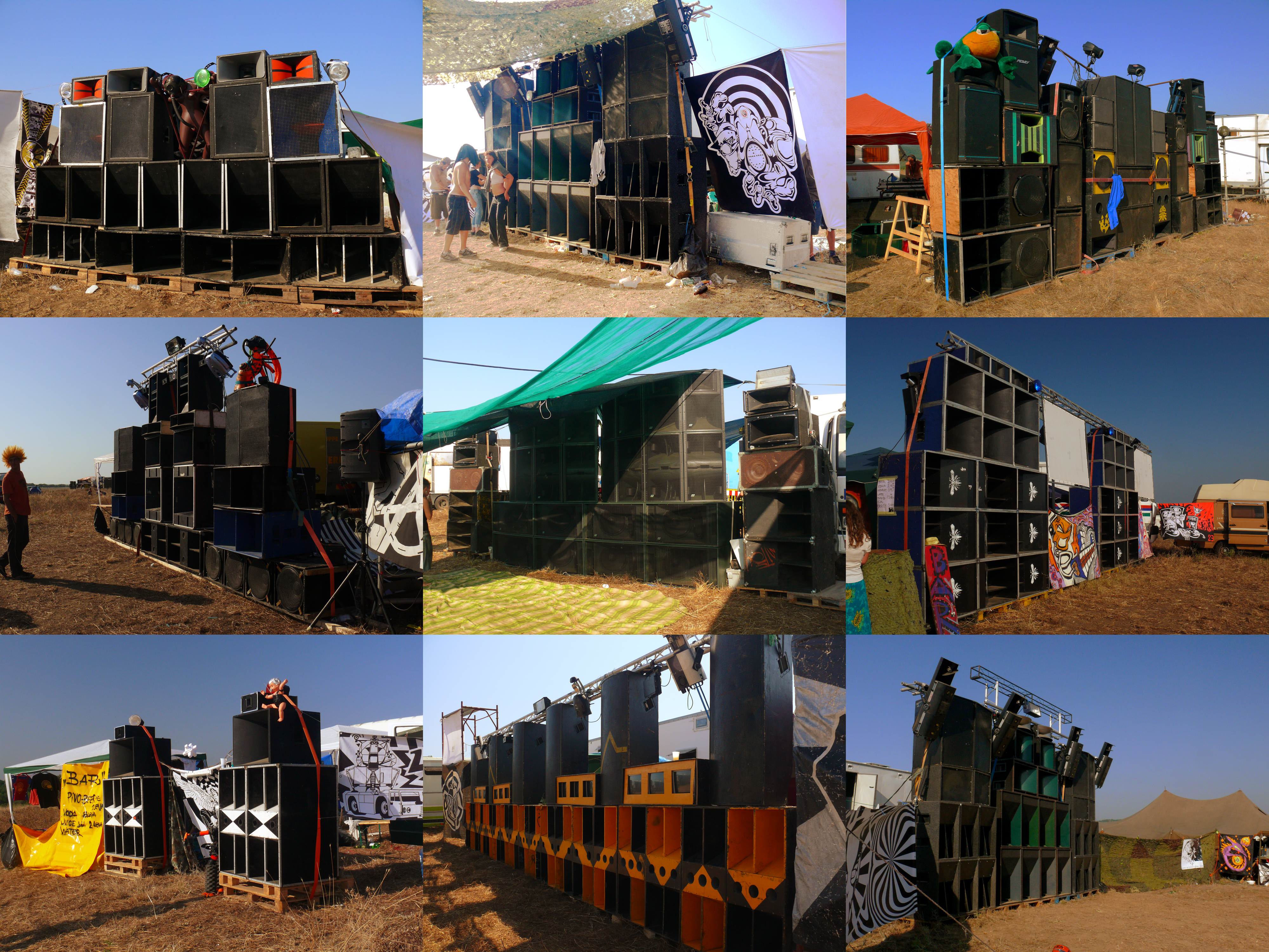
Varios sound systems en el Bulgariatek (Tsarevo, 2008). Los sistemas de sonido son un elemento fundamental del movimiento freetekno.

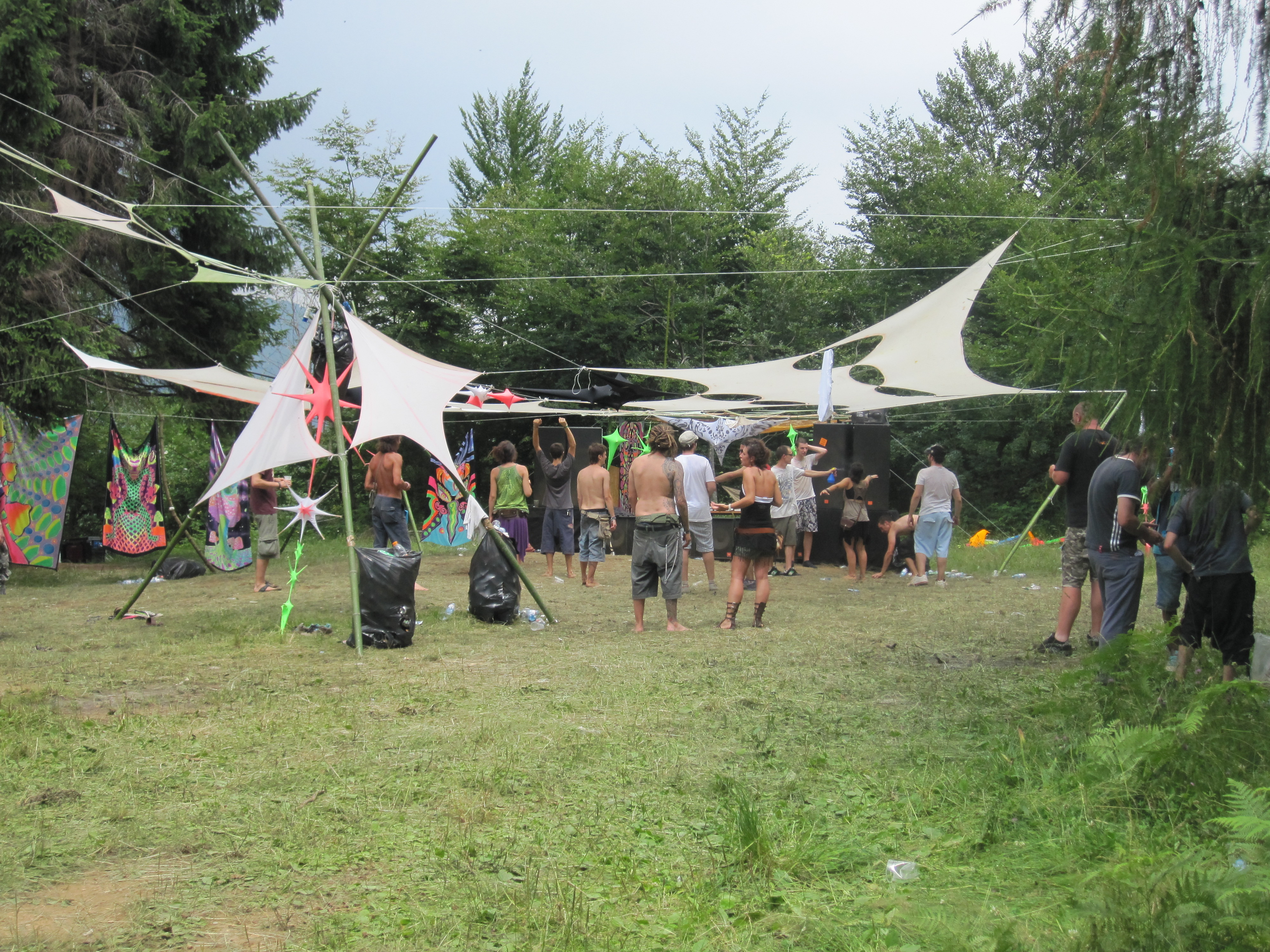
Free party en Italia (2010)

El freetekno o tekno libre se refiere a un subgénero del techno así como el movimiento cultural que gira en torno a él, el cual es contracultural, anticomercial y autogestionado, y está conformado por aficionados a la música electrónica que se unen en colectivos para organizar free parties o, por su traducción al español, 'fiestas libres', en el sentido de que no están reguladas por la ley ni tienen restricciones de ningún tipo. El movimiento freetekno se originó en los años 90 el norte y centro de Europa, que es además donde más presencia tiene. De ahí se extendió al sur de Europa y América.

## Música freetekno
La música free tekno, freetekno, o simplemente tekno o hardtek es el estilo musical que se ha desarrollado en las mismas free parties. La sustitución por la k en el nombre se hace de forma deliberada para diferenciarla como subvariante no-comercial del techno, término más amplio. Se caracteriza por un beat rápido (150-185 BPM) y un kick repetitivo.
Recibe muchas influencias de otros géneros electrónicos como el acid, el drum and bass, el breakcore, el gabber, el jungle, el psytrance, el speedcore, el terrorcore... etc., estilos musicales que también se escuchan frecuentemente en las free parties.

## Historia y presencia
El movimiento freetekno comenzó a aparecer en la primera mitad de los 1990s evolucionó en paralelo con el movimiento conocido como teknival (contracción de "tekno" y "festival") hacia principios de los años 90. Las influencias del género pueden encontrarse en estilos como el [[]], tekno, tribe, acidcore e incluso el gabber.
Entre los países donde más se ha desarrollado el estilo, se encuentran en Francia, República Checa, Eslovaquia, Italia, Holanda, Gran Bretaña, España, Alemania, Austria, Polonia, Canadá, la costa oeste y noreste de EE. UU., también destacando especialmente la amplia escena del país galo. Algunas de las fiestas y teknivals más famosos incluyen el Dragon Festival en Órgiva, Stonehenge Free Festival (Reino Unido) y CzechTek (República Checa). También suele ser una característica común en algunos eventos dentro de la iniciativa de Reclaim the Streets, en la cual se realizan fiestas en la calle sin permiso de las autoridades como forma de reivindicar el uso ciudadano y no mercantil del espacio público.
Llevar a cabo una historia completa del género es difícil, dado que los artistas de esta escena no se dedican a la música por fama o dinero, por lo que se mantienen en el anonimato a través de seudónimos y el cambio constante de sello discográfico. La propia naturaleza de las free parties hace también difícil su seguimiento, al ser muchas veces ilegales y además contrarias a la lógica mercantil.
Entre los productores más conocidos se encuentran Crystal Distortion, 69db, Ixy, Kaos, Jack Acid, Curley, Les Boucles Etranges, Yale, FKY, Suburbass, Infrabass, Psychospores, Spukkin Faceship y Sensory Overload.

## Modos de organización

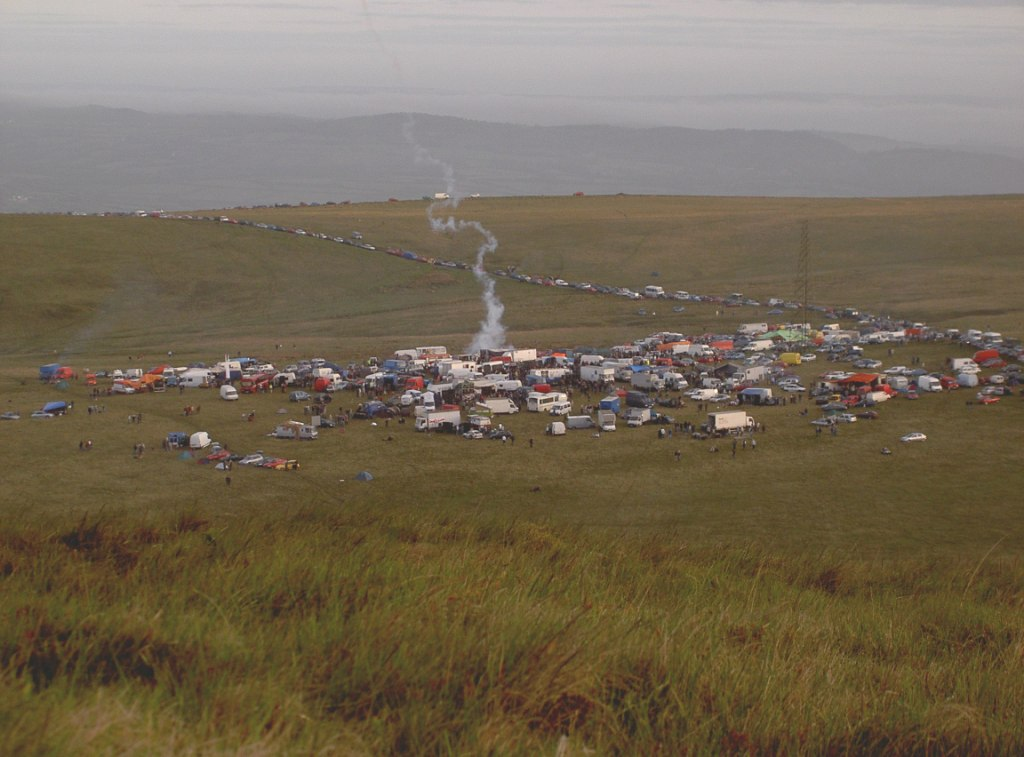
Teknival en Gales 2005.

No suele haber organización centralizada en las fiestas freetekno. Usualmente comienzan entre amigos y grupos afines y se espera que el respeto y la confianza sean elementos claves. En las fiestas suelen ir un diverso tipo de personas como ravers, hippies, punks, okupas, estudiantes y otros. Suelen darse en verano y cuentan con varios equipos de sonido, pudiendo llegar a contar hasta con ochenta sound systems. Cuando llegan a tal número de sistemas de sonido disponibles suelen ser llamados teknivals. Se espera que los mismos asistentes a estos eventos sean responsables de su higiene y salud, así como de la seguridad de todos. El sexismo, el racismo y la agresión no suelen ser tolerados. Las fiestas freetekno son, por definición, gratuitas y la música suele ser traída por gente que lo hace solo por el gusto de compartir y tener un momento agradable con otras personas.
El movimiento free tekno tiene tendencias anarquistas, ya que abogan por la no-intromisión del Estado. Normalmente (aunque no necesariamente) los eventos se organizan en lugares abiertos y abandonados, como grandes almacenes o edificios ruinosos, o bien en el campo o en bosques. Debido a que las fiestas de freetekno son usualmente hechas de forma ilegal sin permiso, es común que se encuentren con la represión policial. El movimiento tiene muchas similitudes con el fenómeno rave, para diferenciar a este estilo del techno.

Fiestas gratis, música gratis, gente libre, esa es nuestra máxima, esa es la idea básica de Spiral Tribe. Cada persona del colectivo contribuye con su propia creatividad. La industria de la música ha absorbido a músicos y oyentes durante demasiado tiempo. Nosotros podemos diseñar nuestras propias fiestas, raves y conciertos como queramos, no con ánimo de lucro, sino para desarrollar algo juntos
integrante de Spiral Tribe, 1999